# Zosterops strenuus
Zosterops strenuus là một loài chim trong họ Zosteropidae.